# Hibiscus fragrans
Hibiscus fragrans är en malvaväxtart som beskrevs av Roxburgh. Hibiscus fragrans ingår i Hibiskussläktet som ingår i familjen malvaväxter. Inga underarter finns listade i Catalogue of Life.